# Handwerksdesign
Handwerksdesign umfasst gestalterische Prozesse und Leistungen im Handwerk. Dazu gehören die Fähigkeiten zur Gestaltung in den einzelnen Gewerken des Handwerks und Leistungen wie z. B. Kommunikationsdesign, Marketing oder kunsthandwerkliche Qualifikationen.

## Geschichte
Handwerksdesign versteht sich in der Tradition der Kunstgewerbeschulen, von Bauhaus und den Werkkunstschulen. Nach der Eingliederung der Werkkunstschulen in die Fachhochschulen in den 1970er Jahren fehlte dem Handwerk ein entsprechender Ausbildungsgang. Das führte in den 1980er Jahren zur Gründung von Akademien für Gestaltung im Handwerk.

## Ausbildung
2012 bieten 12 Institutionen des Handwerks Ausbildungsgänge zum Handwerksdesigner, Gestalter im Handwerk oder Projektgestalter an. Zugangsvoraussetzung ist eine abgeschlossene Lehre. Teilweise werden kombinierte Studiengänge mit gleichzeitiger Meisterausbildung angeboten. Regelstudiendauer ist drei bis sechs Semester in Vollzeit, teilweise in Teilzeit (berufsbegleitend).